# Station Ipswich
Ipswich is een spoorwegstation van National Rail in Ipswich, Engeland. Het station is eigendom van Network Rail en wordt beheerd door Greater Anglia. Het station is geopend in 1860.
Het station ligt aan het Great Eastern Main Line van Londen naar Norwich, 110km noord-oost van Londen. In Ipswich is ook de splitsing van de Oost Suffolk Lijn naar Lowestoft en Felixstowe.
Het station ligt 10 minuten west van het centrum van Ipswich, er rijden ook regelmatig bussen naar het centrum.

## Treinverbindingen
Alle passagierstreinen worden door Greater Anglia gereden. De normale dienstregeling is als volgt:
- 1x per uur (Intercity) London Liverpool Street - Colchester - Ipswich - Norwich (Niet zondag)
- 1x per uur (Intercity) London Liverpool Street - Chelmsford - Colchester - Ipswich - Stowmarket - Norwich
- 1x per uur (Stoptrein) London Liverpool Street - Shenfield - Chelmsford - Colchester - Ipswich
- 1x per 2 uur (Sneltrein) Ipswich - Stowmarket - Bury St Edmunds - Ely - Peterborough
- 1x per uur (Stoptrein) Ipswich - Stowmarket - Bury St Edmunds - Newmarket - Cambridge
- 1x per uur (Stoptrein) Ipswich - Woodbridge - Saxmundham - Halesworth - Beccles - Station Lowestoft (1x per 2 uur op zondag)
- 1x per uur (Stoptrein) Ipswich - Felixstowe
- 2x per dag (Boottrein) Harwich International - Ipswich

## Vrachtverkeer
Veel goederentreinen, beladen met containers, passeren dit station op weg van of naar de haven van Felixstowe.

## Afbeeldingen

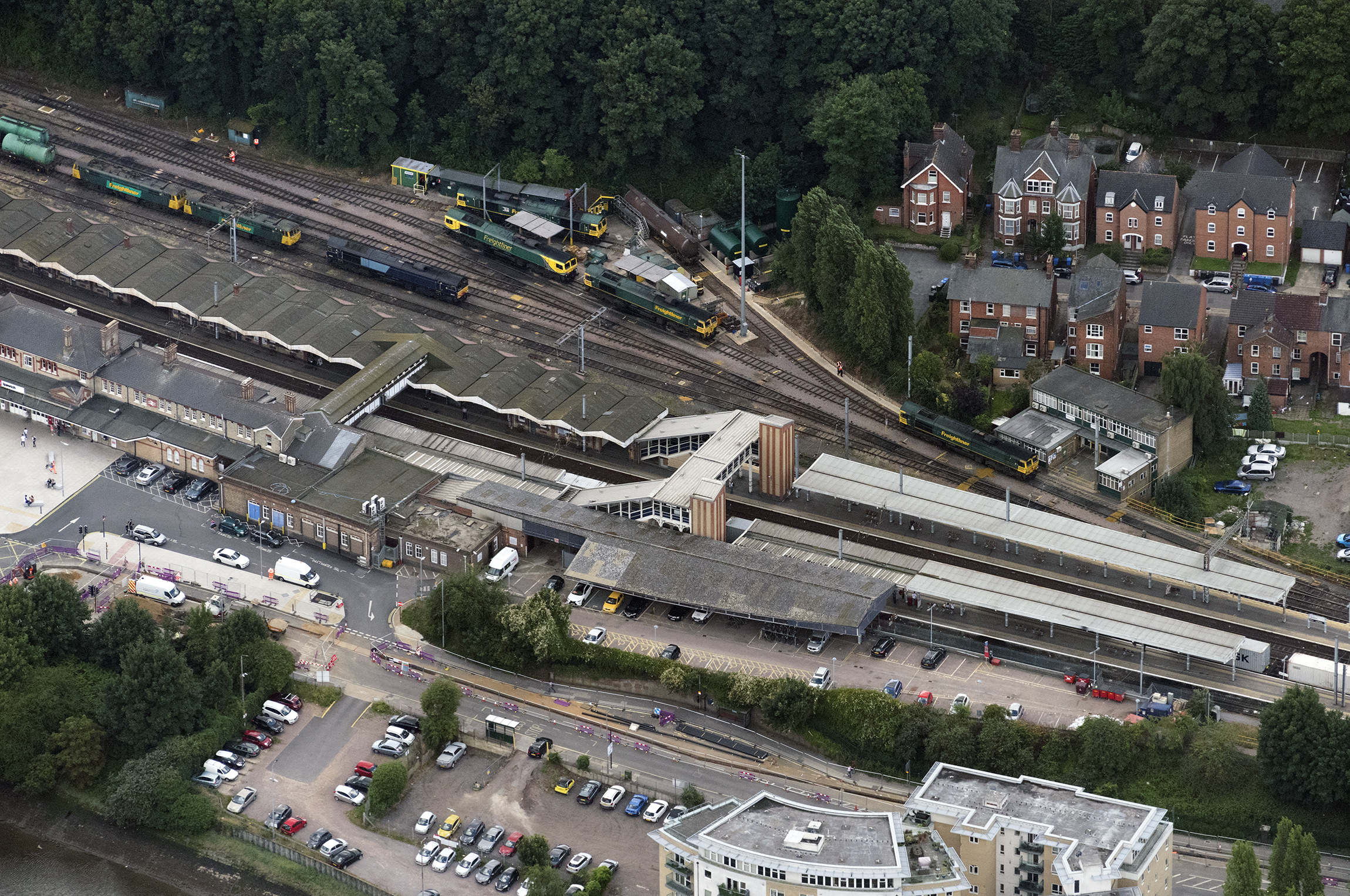
Gezicht op station Ipswich
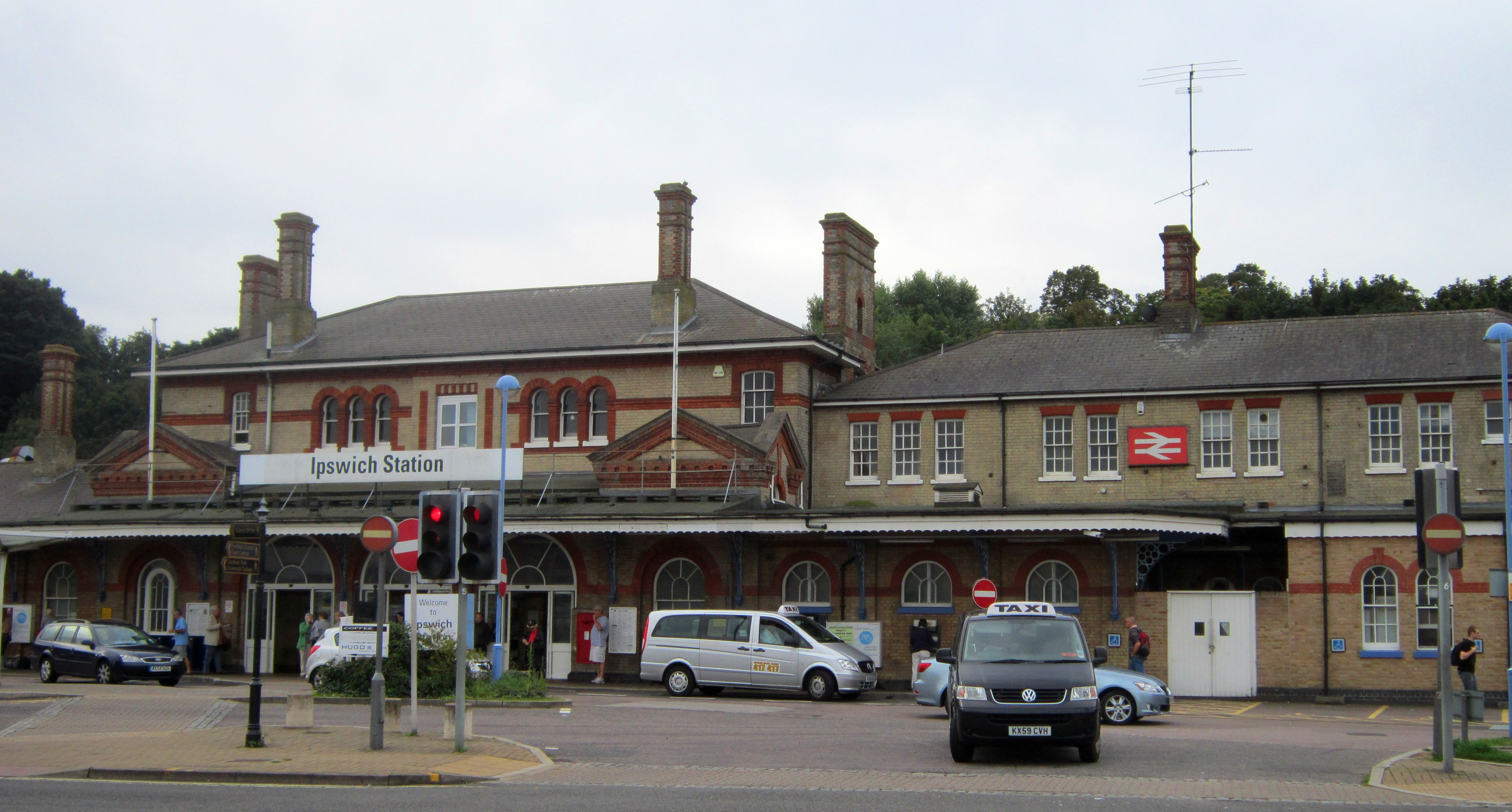
Voorgevel